# Łowcy smoków (film)
Łowcy smoków (Dragon Hunters lub Chasseurs de dragons) – francusko-luksembursko-niemiecki film animowany z 2008 roku. Kontynuacja serialu pod tym samym tytułem Łowcy smoków z 2004 roku.

## Fabuła
Kraina złożona z setek asteroid, unoszących się w powietrzu, kiedyś była miejscem wesołym i bezpiecznym, jednak odkąd zawładnął nią przerażający smok Pożeracz Świata, stała się smutna i niespokojna. W samym jej środku wznosi się potężne zamczysko, w którym mieszka książę Arnold ze sługą Gildasem oraz siostrzenicą Zoé. Kiedyś próbował pokonać Pożeracza Świata, jednak przegrał i stracił wzrok. Teraz, gdy Pożeracz Świata ma się przebudzić, Arnold postanawia wysłać wnuczkę do klasztoru sióstr fatalistek. Zoé próbuje się sprzeciwić, jednak jej złośliwy wuj nie chce o tym słyszeć. Dziewczynka postanawia uciec, by odnaleźć rycerza Gotyka, legendarnego bohatera, który miałby pokonać Pożeracza Świata. Zamiast niego trafia na Lian Chu, Gwizdo i Hektora, fajtłapowatych łowców smoków, mających się za bohaterów.

## Wersja francuska
Udział wzięli:
- Vincent Lindon − Lian-Chu
- Patrick Timsit − Gwizdo
- Marie Drion − Zoé
- Philippe Nahon − Arnold
- Amanda Lear − Gildas
- Jeremy Prevost − Hector
- Jean-Marc Lentretien − Mamular

i inni

## Wersja angielska
Udział wzięli:
- Forest Whitaker − Lian-Chu
- Mary Matilyn Mouser − Zoé
- Rob Paulsen − Gwizdo

i inni

## Wersja polska
Opracowanie wersji polskiej: Hagi Film i Video, Wrocław

Reżyseria: Igor Kujawski

Kierownictwo produkcji: Ewa Witan

Asystent: Robert Maniak

Dźwięk: Aneta Michalczyk-Falana

Montaż: Gabriela Turant-Wiśniewska

Dialogi: Kaja Sikorska

Zgranie Dolby: Robert Buczkowski

Udział wzięli:
- Krzysztof Tyniec − Gwizdo
- Krzysztof Globisz − Lian-Chu
- Dominika Kluźniak − Zoé
- Janusz Palikot − Sir Brie
- Miłogost Reczek − Hector
- Krzysztof Dracz − Lord Arnold
- Sławomir Holland − Gildas
- Jarosław Boberek – Gruby John

i inni